# Vaccinium arboreum
Vaccinium arboreum är en ljungväxtart som beskrevs av Humphry Marshall. Den ingår i blåbärssläktet och familjen ljungväxter. Inga underarter finns listade i Catalogue of Life.

## Bildgalleri

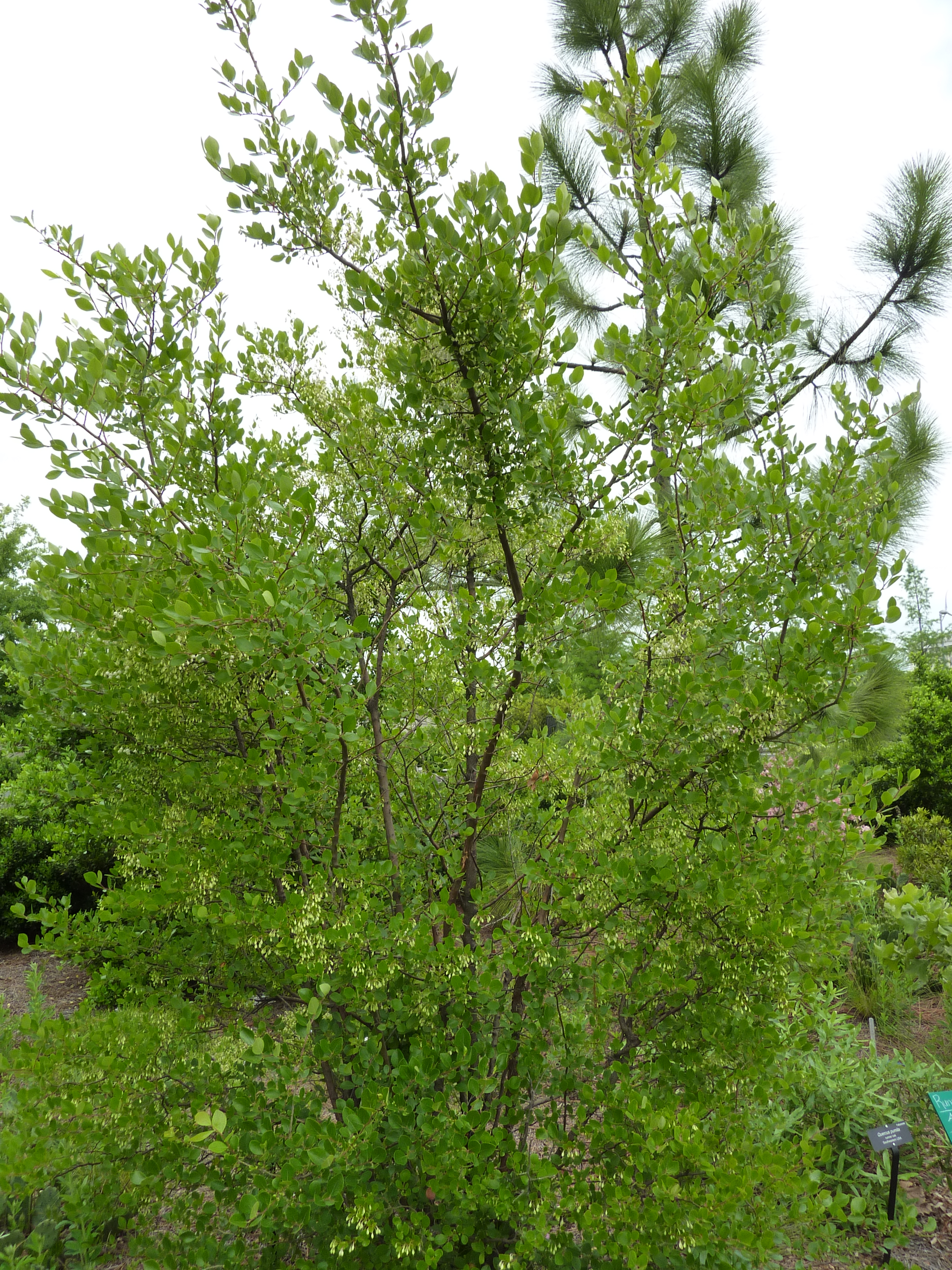
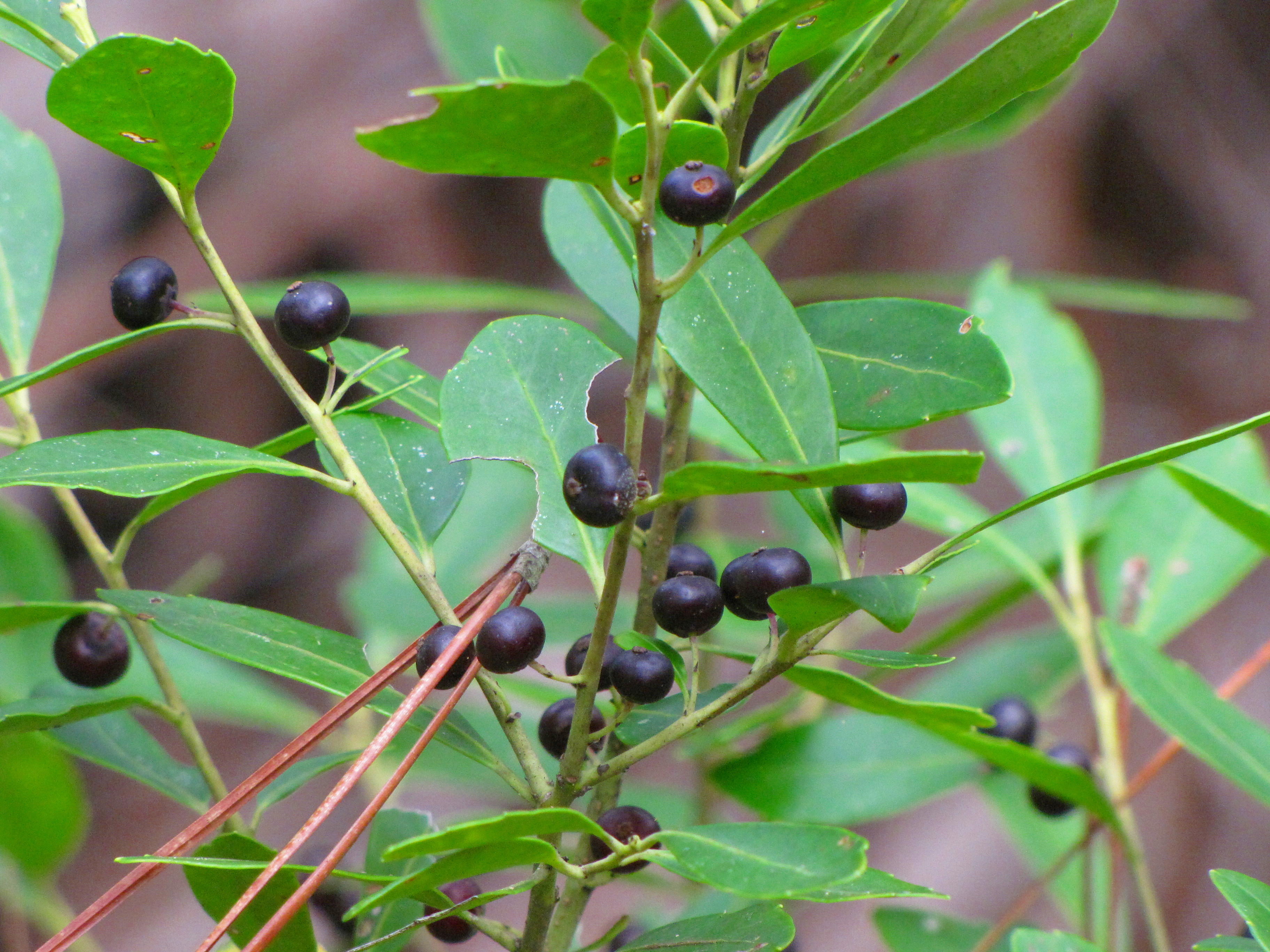
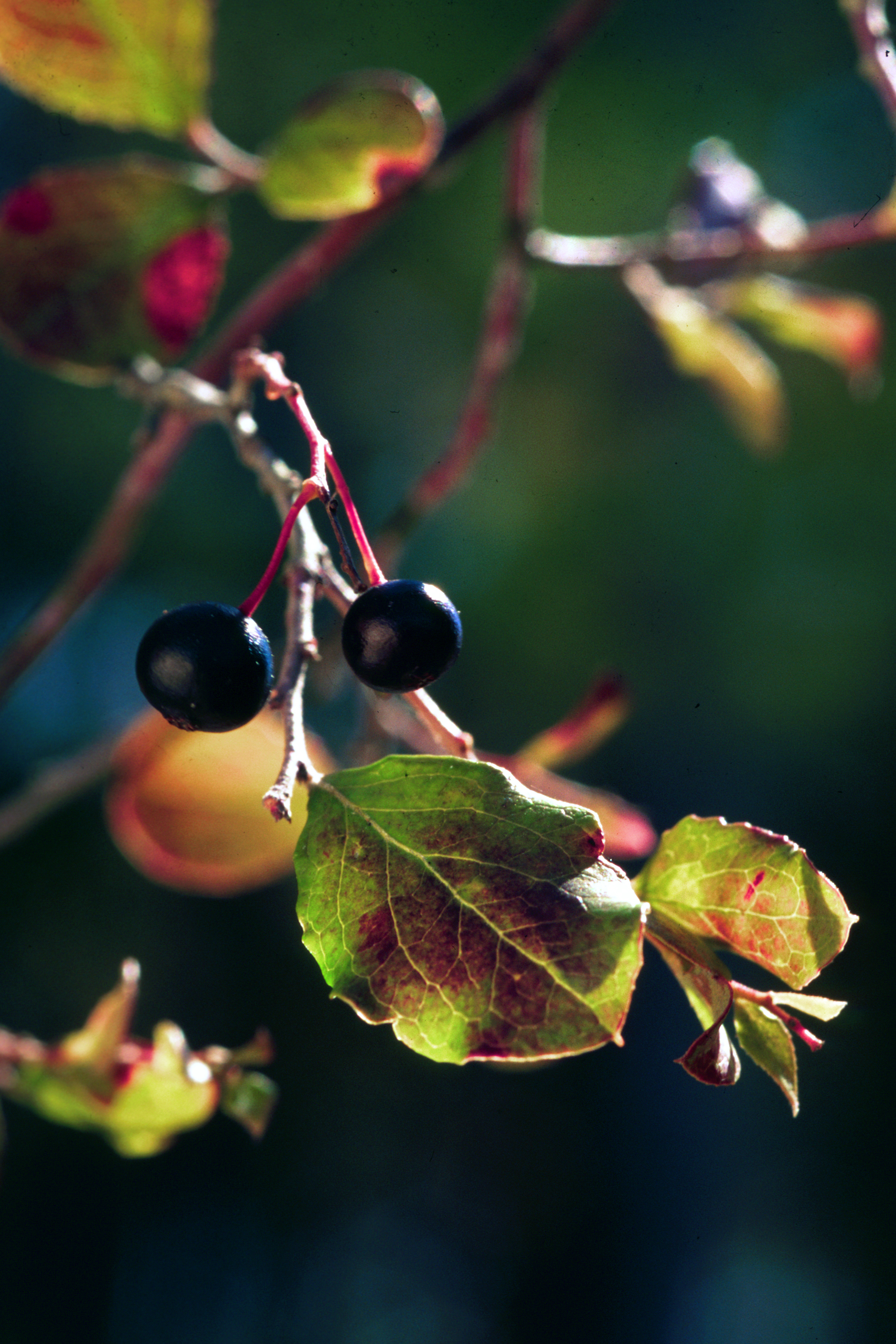